# Saint-Priest-sous-Aixe
Saint-Priest-sous-Aixe (okzitanisch: Sent Prech d'Aissa) ist eine französische Gemeinde mit 1.764 Einwohnern (Stand: 1. Januar 2022) im Département Haute-Vienne in der Region Nouvelle-Aquitaine. Saint-Priest-sous-Aixe gehört zum Arrondissement Limoges und zum Kanton Aixe-sur-Vienne.

## Geografie
Saint-Priest-sous-Aixe liegt etwa zwölf Kilometer westsüdwestlich von Limoges. Der Fluss Vienne begrenzt die Gemeinde im Osten. Umgeben wird Saint-Priest-sous-Aixe von den Nachbargemeinden Saint-Yrieix-sous-Aixe im Norden und Nordwesten, Verneuil-sur-Vienne im Norden und Nordosten, Aixe-sur-Vienne im Osten und Südosten, Séreilhac im Süden sowie Cognac-la-Forêt im Westen.

## Bevölkerungsentwicklung
| Jahr                       | 1962 | 1968 | 1975 | 1982 | 1990 | 1999 | 2006 | 2013 |
| Einwohner                  | 850  | 915  | 962  | 1214 | 1392 | 1473 | 1575 | 1656 |
| Quellen: Cassini und INSEE |      |      |      |      |      |      |      |      |